# Mohammad-Reza Hánzáde
Mohammad-Reza Hánzáde (perzsául: محمدرضا خانزاده; Eszlámsahr, 1991. május 11. –) iráni válogatott labdarúgó, az élvonalbeli Perszepolisz FC hátvédje.

## Pályafutása

### A válogatottban
2012. december 9-én mutatkozott be az iráni válogatottban a Szaúd-Arábia elleni 0–0-s döntetlen során. 2015-ben behívták az iráni keretbe a 2015-ös Ázsia-kupára. 2018-ban bekerült a 2018-as oroszországi világbajnokságra készülő keretbe.